# 西入俊浩
西入 俊浩（にしいり としひろ、1977年9月13日 - ）は東京都出身のサッカー指導者（日本サッカー協会公認A級コーチ）。

## 学歴
- 東海大学菅生高校
- 東海大学 体育学部 社会体育学科

## 指導歴
- 2002年 - 2006年 体教幼サッカークラブ
- 2002年 - 2006年 東海大学菅生高校サッカー部GKコーチ
- 2004年 - 2006年 東京都男子U12～U15 トレセンGK担当コーチ
- 2005年 ユニバーシアード日本女子代表GKコーチ
- 2005年 - 2015年 スーパー少女プロジェクト 担当
- 2006年 - 2011年 東京電力女子サッカー部マリーゼGKコーチ
- 2006年 - 2007年 JFAアカデミー福島 女子GKコーチ
- 2012年 - 2016年 JFAアカデミー堺　チーフコーチ兼GKコーチ
- 2014年 - 2016年 U-23日本女子代表GKコーチ
- 2017年 U-19日本女子代表GKコーチ
- 2018年 U-20日本女子代表GKコーチ
- 2019年 U-19日本女子代表GKコーチ
- 2020年 - 2022年 U-20日本女子代表GKコーチ
- 2006年 - 現在 JFAナショナルトレセンコーチ（JFAコーチ）［女子GK担当］
- 2021年 - 現在 なでしこジャパン(日本女子代表) GKコーチ